# Acanthochitona minuta
Acanthochitona minuta is een keverslakkensoort uit de familie van de Acanthochitonidae. De wetenschappelijke naam van de soort is voor het eerst geldig gepubliceerd in 1980 door Leloup.